# Trap House
Trap House debütáló albuma az atlantai rapper Gucci Mane-nek. 2005.május 24-én jelent meg. Az album slágere az Icy Young Jeezy közreműködésével.

## Számok listája
1. "Intro"
2. "Trap House"
3. "That's All"
4. "Booty Shorts"
5. "Icy" (featuring Boo and Young Jeezy)
6. "Two Thangs"
7. "Money Don't Matter" (featuring Torica)
8. "That's My Hood"
9. "Lawnmower Man"
10. "Pyrex Pot"
11. "Independent Balling Like a Major #1"
12. "Black Tee" (featuring Bun B, Young Jeezy, Killer Mike, Jody Breeze, 4-Tre & Lil' Scrappy)
13. "Corner Cuttin" (featuring Khujo Goodie)
14. "Independent Balling Like a Major #2"
15. "Hustle"
16. "Damn Shawty" (featuring Young Snead)
17. "Go Head"(featuring Mac Bre-Z)
18. "Outro"

## Slágerlisták
| Lista(2005)                           | Hely |
| ------------------------------------- | ---- |
| U.S. Billboard 200                    | 101  |
| U.S. Billboard Top Heatseekers        | 1    |
| U.S. Billboard Top Independent Albums | 5    |
| U.S. Billboard Top R&B/Hip Hop Albums | 20   |